# Sminthopsis gilberti
Sminthopsis gilberti är en pungdjursart som beskrevs av Kitchener, Stoddart och Henry 1984. Sminthopsis gilberti ingår i släktet Sminthopsis och familjen rovpungdjur. IUCN kategoriserar arten globalt som livskraftig. Inga underarter finns listade.
Pungdjuret förekommer i sydvästra och södra Australien. Arten vistas där i hed, buskmark och öppna skogar. En hona med sju ungar hittades.